# Charles F. Hockett
Charles Francis Hockett (17. ledna 1916 Columbus, Ohio - 3. listopadu 2000, Ithaca, New York) byl americký jazykovědec, který formuloval řadu zásadních myšlenek amerického strukturalismu.

## Život
Hockett studoval na Ohijské státní univerzitě a doktorát získal na Yale University. Byl studentem Leonarda Bloomfielda.

## Dílo
Hockett se věnoval teoriím původu jazyka. Mimo jiné se pokoušel sestavit výčet charakteristických rysů řeči, a tím definovat jazyk, odlišit jej od ostatních způsobů komunikace. Je sporné, zda taková definice vystihuje podstatu jazyka a kolik položek by měla mít. Hockettův názor na věc se v průběhu let měnil. Nejdelší seznam základních atributů jazyka, který publikoval, měl šestnáct položek. Jednou ze základních vlastností výstavby jazyka je podle něj „schopnost vzájemné výměny“ (interchangeability). Dospělí příslušníci všech jazykových skupin se mohou libovolně měnit z podavatele řečového signálu na příjemce a vice versa. Pojem „úplná zpětná vazba“ znamená, že podavatel jazykového signálu je zároveň příjemcem svého sdělení. (Hockett 1963)